# Grietje Ulbes
Grietje Ulbes († 1650 in Rotterdam) war eine niederländische Remonstrantin, die während der Verfolgung ihrer Glaubensgemeinschaft nach deren Verurteilung auf der Dordrechter Synode 1619 ihren Mann unterstützte, den Pfarrer Dominicus Sapma. 
Die beiden hatten am 5. November 1611 in Amsterdam geheiratet. Über Ulbes’ familiären Hintergrund ist nichts Sicheres bekannt; Indizien deuten auf eine Herkunft aus Wolterswolde bei Dokkum. Ab 1614 lebte das Paar mit dem ältesten Sohn Benjamin im Pfarrhaus von Hoorn, wo Sapma eine Pfarrstelle angetreten hatte. Als remonstrantischer Polemiker musste er sich auf der Dordrechter Synode verantworten; Ulbes, schwanger mit dem zweiten Kind, blieb zurück. Contraremonstranten beanspruchten das Pfarrhaus für sich, weil nach der absehbaren Absetzung Sapmas ein orthodox-calvinistischer Pfarrer dort einziehen sollte. Ulbes organisierte selbst eine neue Wohnung, bevor Sapma, alarmiert über diese Nachrichten, aus Dordrecht anreiste. Die ganze Familie musste nun binnen einer Woche Hoorn verlassen. Der Stadtrat hatte für sie einen Wagen bestellt und für Soldaten als Begleitschutz gesorgt. Es gab in der aufgebrachten Bevölkerung trotzdem schwere Unruhen mit mehreren Toten. Da Sapma zu den Verhandlungen nach Dordrecht zurückkehren musste, begleitete Ulbes ihn dorthin. So wurde das unterdessen geborene Baby Ostern 1619 in Dordrecht getauft. 
Im Sommer 1619 wurde Sapma wie andere remonstrantische Pfarrer des Landes verwiesen; Ulbes wohnte mit den Kindern wahrscheinlich bei einer Verwandten in Amsterdam. Sapma kehrte in die Niederlande zurück und lebte an wechselnden Orten im Untergrund. Am 28. August 1621 wurde eine geheime Versammlung von Remonstranten aufgedeckt, und im Zusammenhang damit kam Sapma ins Amsterdamer Zuchthaus (Rasphuis). Am 19. September bekam Ulbes die Erlaubnis, ihren Mann zu besuchen. Sie erschien am Abend des 22. September mit einem um den Kopf gewundenen Tuch, weil sie angeblich Zahnschmerzen hatte. Im Gefängnis tauschten die Eheleute ihre Kleider, und Sapma gelangte auf diese Weise in die Freiheit, während Ulbes an seiner Stelle in Haft blieb. Sapma schrieb ein in remonstrantischen Kreisen viel gelesenes Buch über seine spektakuläre Flucht mit dem Titel „Trübes Gefängnis und frohe Herauskunft“ (Droeve gevanckenisse en blijde uytkomst), wobei er sich den Fluchtplan selbst zuschrieb und große Freude über sein Entkommen ausdrückte, obwohl er seine Frau zu einem völlig ungewissen Schicksal im Rasphuis zurückgelassen hatte.  
Über das weitere Leben von Grietje Ulbes ist wenig bekannt. Ihr Mann reiste weiter als Untergrund-Prediger umher. Schließlich, nach Sapmas Tod, besserte sich die Rechtssituation der Remonstranten in den Niederlanden, und als Witwe wohnte Ulbes im Haushalt ihres Sohnes Benjamin, der eine Stelle als remonstrantischer Pfarrer in Rotterdam angetreten hatte.